# نیمی از یک خورشید زرد
نیمی از یک خورشید زرد نام رمانی نوشته چیماماندا نگوزی آدیچی نویسنده نیجریه‌ای است. او با نوشتن این رمان در سال ۲۰۰۷ جایزه اورنج را برد.

## درباره رمان
این رمان درباره زندگی پسری به نام اوگ وو است. نویسنده در این رمان به شرح جنگ‌های داخلی در نیجریه پرداخته‌است.